# Rot-Ahorn
Der Rot-Ahorn (Acer rubrum) ist eine Pflanzenart aus der Gattung der Ahorne (Acer) in der Familie der Seifenbaumgewächse (Sapindaceae). Er hat ein großes Verbreitungsgebiet in der gemäßigten Zone des östlichen Nordamerikas. Namensgebend für Trivialnamen und wissenschaftlichen Namen „Rot-Ahorn“ (Acer rubrum) ist die leuchtend rote Herbstfärbung. 1964 ernannte der US-Bundesstaat Rhode Island Acer rubrum zu seinem Wahrzeichen (State Tree).

## Beschreibung und Ökologie

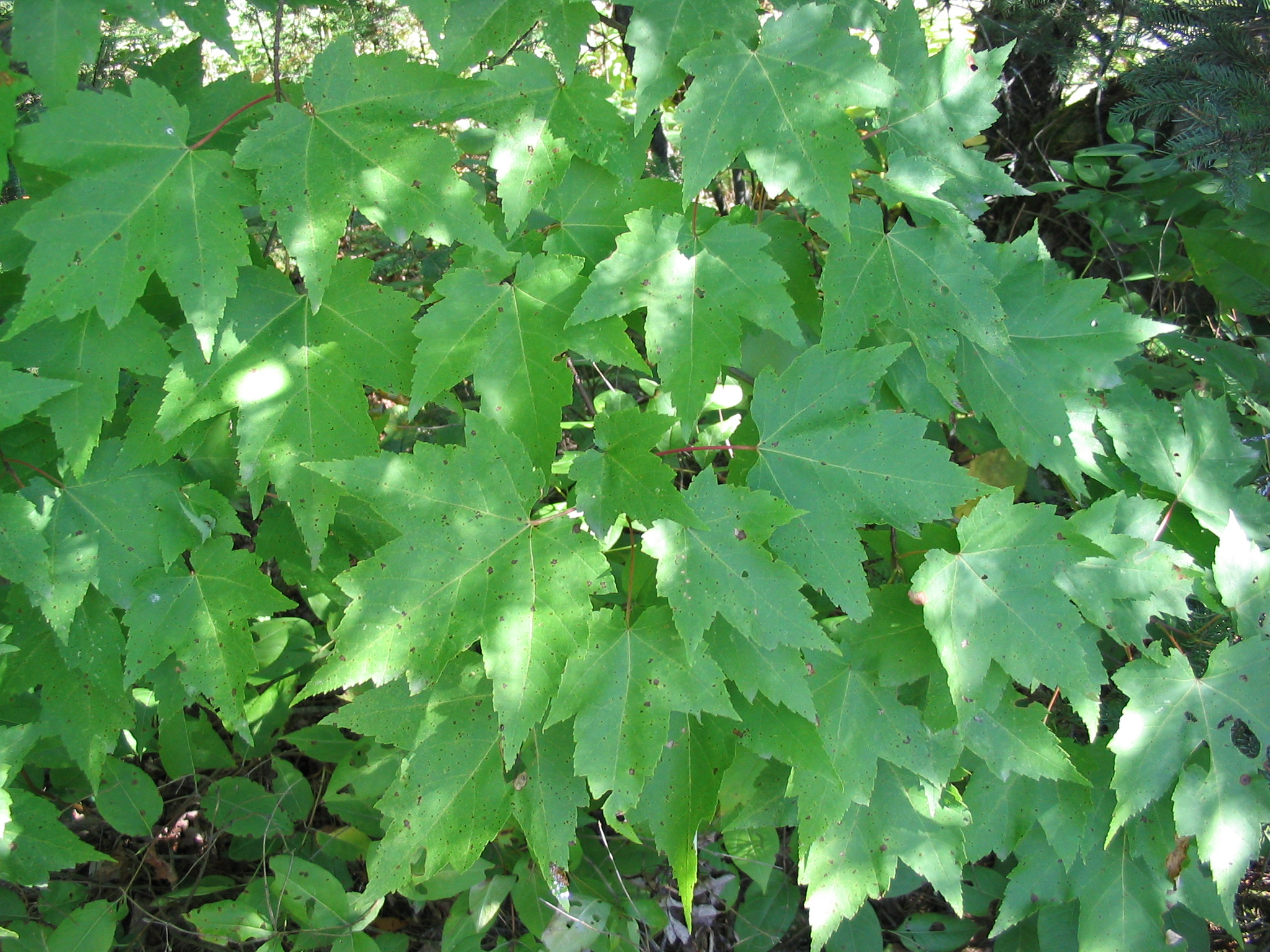
Laubblätter

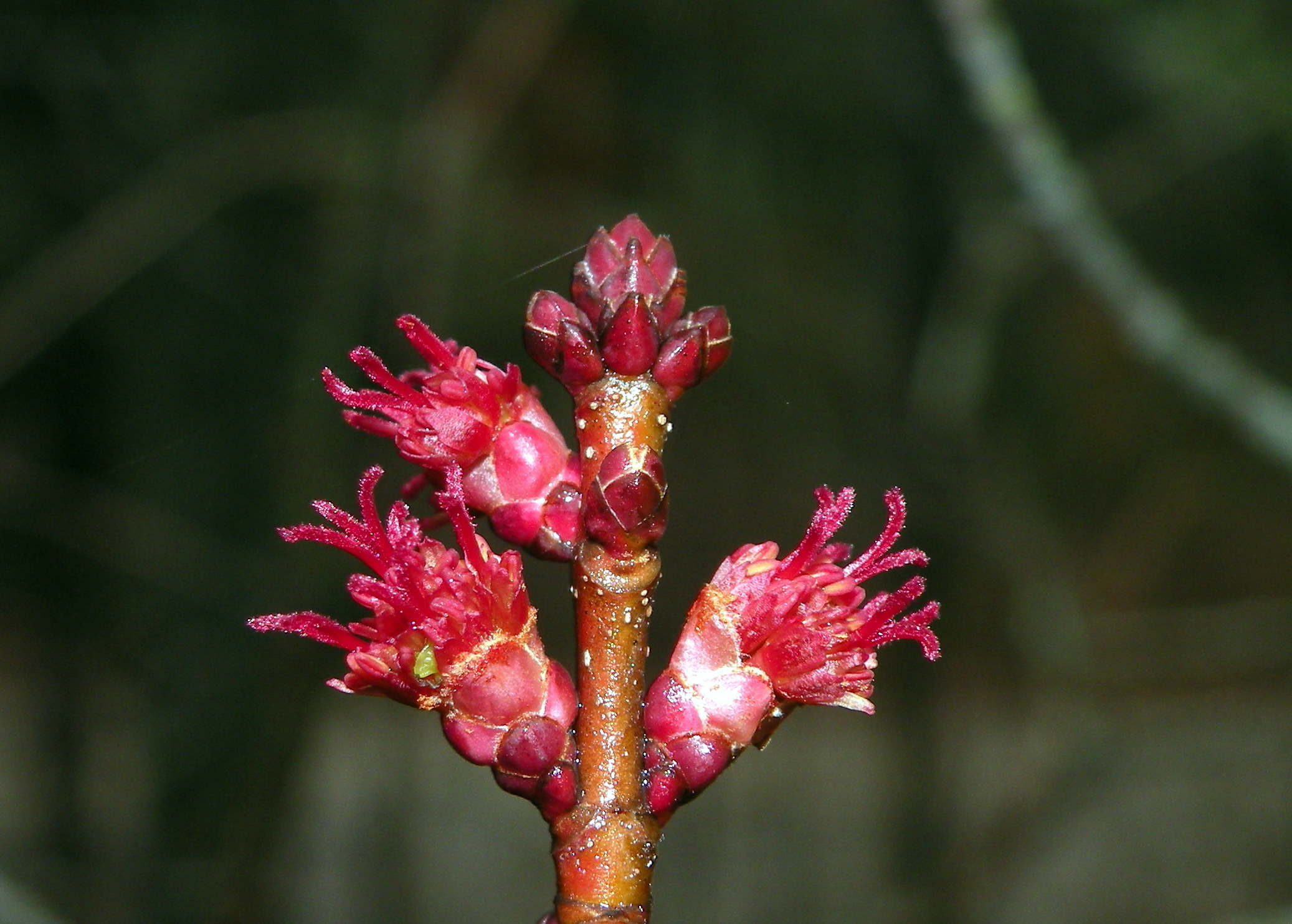
Weiblicher Blütenstand

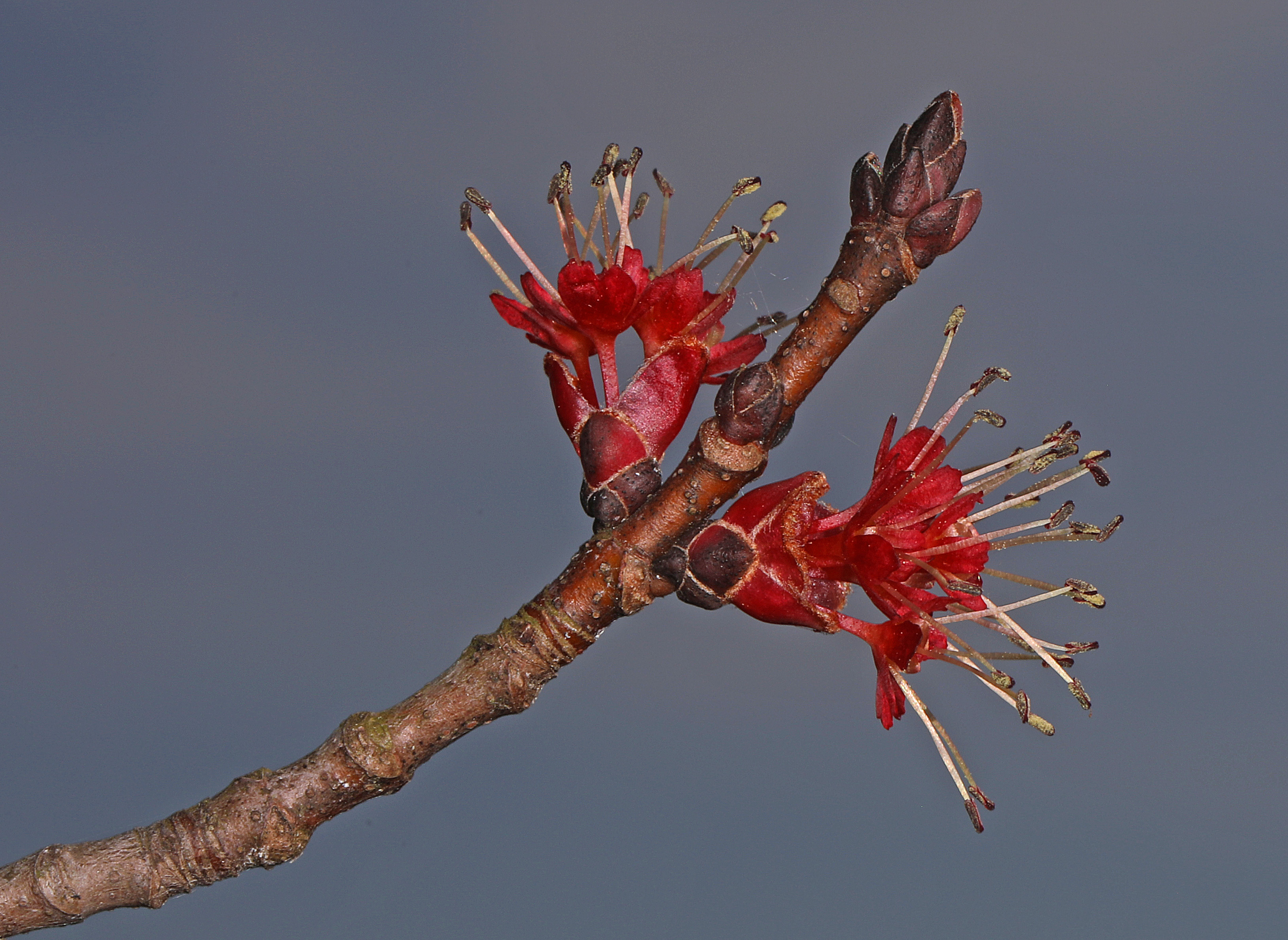
Männlicher Blütenstand

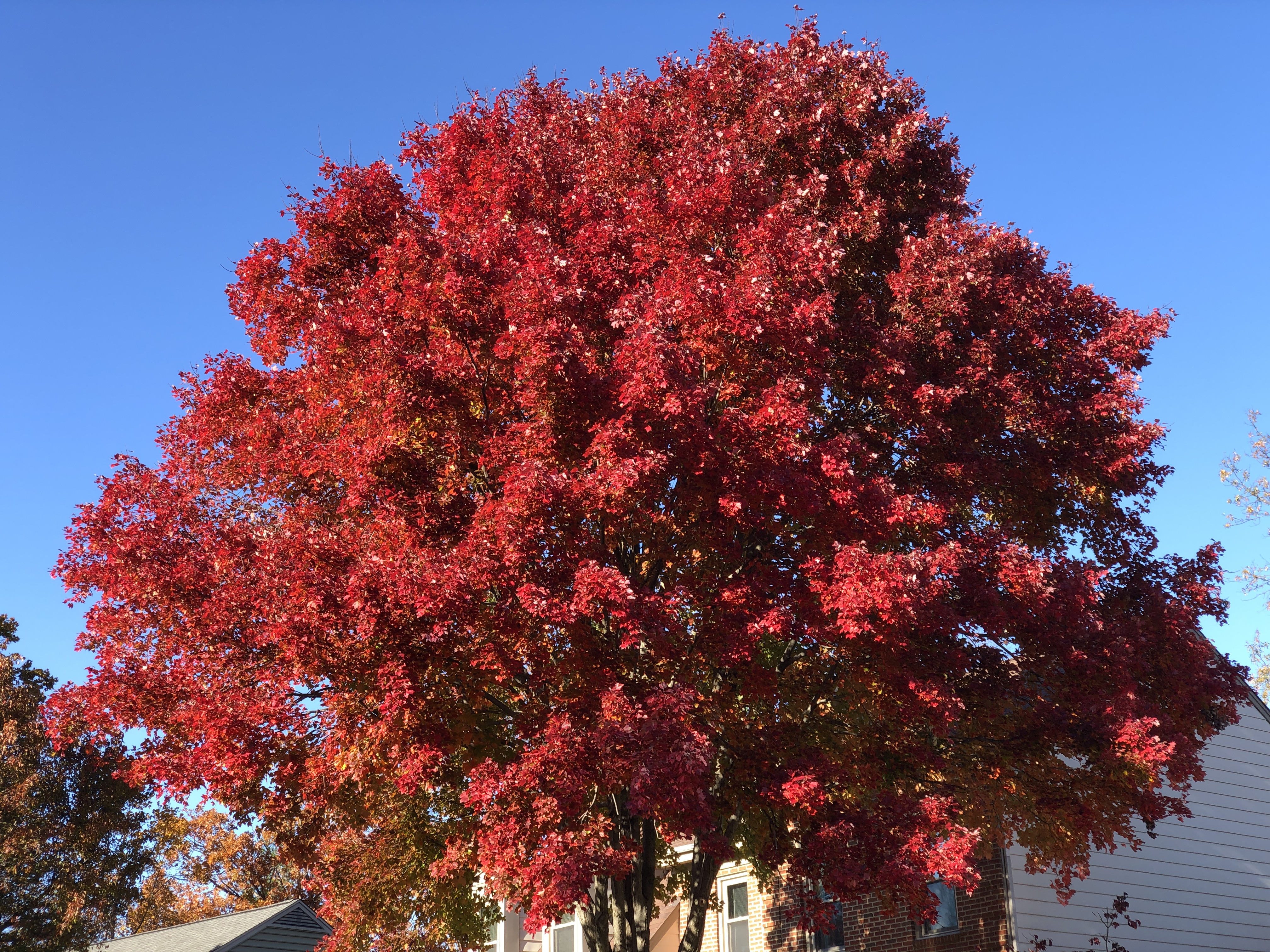
Typische Herbstfärbung des Laubes

### Vegetative Merkmale
Der Rot-Ahorn wächst als laubabwerfender Baum und erreicht Wuchshöhen von 20 bis 27 Metern, in Ausnahmefällen auch bis über 38 Metern. Der Stammdurchmesser erreicht über 1,6 Meter. Bei freistehenden Baumexemplaren ist die Baumkrone hochoval und nicht sehr dicht. Die Rinde junger Zweige ist grün und färbt sich später glänzend braun. An dickeren Ästen und Stämmen ist die Rinde erst grau-braun und glatt, bei älteren Exemplaren entwickelt sich eine gräuliche bis braun-graue, rissige bis furchige Borke. Bis zum Herbst sind die jungen Sämlinge schon bis zu 30 Zentimeter hoch.
Das Wurzelsystem bleibt flach unter der Erdoberfläche. Bei Sämlingen krümmt sich die Wurzel schon nach 5 Zentimeter senkrechten Wachstums seitwärts. Die meisten Wurzeln reichen nicht tiefer als 25 Zentimeter, allerdings sind sie weitstreichend und können noch in 25 Meter Entfernung vom Stamm gefunden werden. Von den verholzenden, horizontalen Wurzeln entwickeln sich Faserwurzeln nach oben, die die oberste Bodenschicht intensiv durchwurzeln. Das Wurzelsystem ist sehr anpassungsfähig an unterschiedliche Bodenbedingungen und erträgt sowohl Trockenheit als auch Überschwemmungen. Gegen Einschütten und Verdichten ist der Rot-Ahorn aber empfindlich.
Die gegenständig an den Zweigen angeordneten Laubblätter sind in Blattstiel und -spreite gegliedert. Die bei einer länge und Breite bis etwa 11,5 Zentimetern relativ kleine und schmale, herzförmige oder abgerundete bis gestutzte und spitze bis zugespitzte Blattspreite ist fünflappig, wobei die untersten zwei Blattlappen nur undeutlich ausgebildet sein können. Die Blattlappen sind nach vorn gerichtet. Der Blattrand ist gesägt, die Blattoberseite ist dunkelgrün gefärbt, die Unterseite heller, fahler und etwas bläulich oder weißlich sowie meist auf den Adern behaart.

### Generative Merkmale
Die Blüten erscheinen deutlich vor dem Blattaustrieb. Die Blütezeit beginnt im Süden des Verbreitungsgebietes im Januar, im äußersten Norden Ende April bis Anfang Mai. Schon sehr junge Pflanzen beginnen zu blühen. Es gibt meist zweihäusige, diözische und manchmal auch einhäusige, monözische Pflanzen, die jeweils dichogam sind. Die duftenden Blüten stehen an kurzen, schlanken, roten Blütenstielen in achselständigen, dichten, wenigblütigen Blütenständen beisammen. Die kleine, rote, fünfzählige und meist funktionell eingeschlechtliche Blüte ist radiärsymmetrisch mit doppelter Blütenhülle. Es können manchmal auch einige zwittrige Blüten vorkommen. Die Petalen sind etwas länger als die Sepalen, beide sind rot. Bei männlichen Blüten ist ein Pistillode sowie bis zu 8 vorstehende, schlanke Staubblätter vorhanden und bei weiblichen Blüten sind Staminodien mit Antheroden vorhanden. Die Narbenäste sind rötlich und der oberständige, abgeflachte Fruchtknoten ist kahl. Es ist jeweils ein Diskus vorhanden.
Die langstieligen, zweiteiligen Flügelnüsse besitzen bis rechtwinklig ausspreizende Flügel. Die einsamigen Teilfrüchte sind bis zu 2,5 Zentimeter lang. Die Früchte reifen schon kurz nach dem Laubaustrieb und sind nur für kurze Zeit keimfähig. Öfters ist eine Teilfrucht mehr oder weniger reduziert (Parthenokarpie).

### Chromosomensatz
Die Chromosomenzahl beträgt 2n = 78, 104 oder 26.

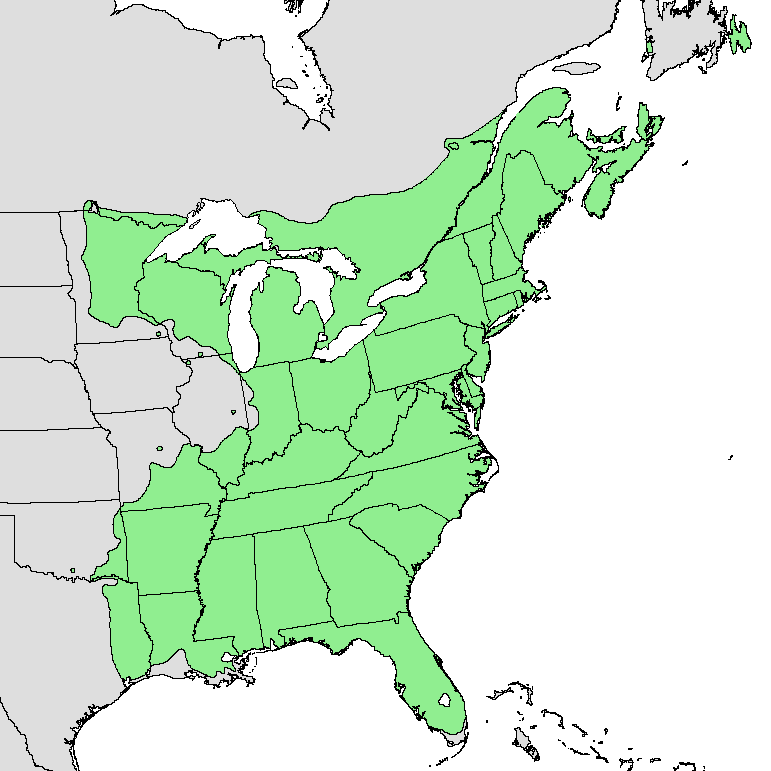
Verbreitungsgebiet

## Verbreitung
Der Rot-Ahorn ist im östlichen Nordamerika verbreitet; dort hat er ein sehr großes Areal von Florida und der Küste des Golfs von Mexiko im Süden bis zu den Großen Seen und nach Neufundland. Von der Atlantikküste im Osten ist er über die Appalachen bis an den Rand der Prärie verbreitet. Im Süden der Appalachen steigt er bis auf 1800 Meter Höhe, im Norden seines Verbreitungsgebietes nur noch auf 600 Meter. In der Nordhälfte seines Areals ist er häufiger als im Süden und am Rand der Prärie. Der Rotahorn ist Bestandteil der Ordnung der Eichen-Hickory-Wälder (Querco-Caryetalia), kommt aber auch in Wäldern der Klasse Pinetea strobi vor.
Entsprechend vielfältig sind die Wälder, in denen der Rotahorn vorkommt. Im Norden sind es Mischwälder, wo er zusammen mit dem Zucker-Ahorn und zahlreichen Nadelgehölzen wie der Amerikanischen Rot-Fichte (Picea rubens), der Balsam-Tanne (Abies balsamea) und der Weymouths-Kiefer (Pinus strobus) vorkommt. Weiter südlich schließen sich sommergrüne Laubwälder an, etwa mit der Amerikanischen Buche (Fagus grandifolia), der Rot-Eiche (Quercus rubra) und dem Tulpenbaum (Liriodendron tulipifera). Im Süden kommen halb-immergrüne Laubbäume und verschiedene Kiefernarten wie Pinus taeda hinzu.

## Nutzung
Wie beim Zucker-Ahorn wird das Holz für Möbel, Parkett, Drechselarbeiten usw. verwendet, ist jedoch weicher als dieses und wird entsprechend in Nordamerika als „American soft maple“ vermarktet. Die Art ist in Europa seit 1656 in Kultur.